# Ariane Thézé
Pour les articles homonymes, voir Theze.
 (novembre 2016).
Ariane Thézé (née le 6 juillet 1956 à Angers) est une artiste multimédia française et canadienne, et professeure en arts visuels. Elle est la fille du sculpteur Pierre Thézé.

## Biographie
En 1981, Ariane Thézé obtient son diplôme de l'École des beaux-arts d'Angers. 
En 1982, elle va à Montréal, au Québec, où elle obtient une maîtrise en arts plastiques à l'Université du Québec à Montréal (UQAM) en 1984. Elle se démarque rapidement en tant qu'artiste par son travail sur la représentation du corps et expose pour la première fois en 1983 à la galerie Dazibao à Montréal[réf. nécessaire].
Ses premières œuvres, des photographies de peaux humaines sur polymères acryliques suspendues à des cintres (Déportraitisation, 1983) révèlent une démarche artistique sur l'image du corps, et plus particulièrement de son corps, en se posant des questions sur l'identité, le désir et la mémoire. Ces thématiques seront abordées de manière récurrentes au cours de sa carrière. 
En 1986, elle rentre brièvement en France et obtient une seconde maîtrise à l'université de Paris 1, la Sorbonne.
Au cours des années 1990, sa carrière devient internationale alors qu'elle expose dans divers musées en France, Espagne, Autriche ou Allemagne et participe à de nombreux festivals de films d'art[réf. nécessaire].
En 2003, elle obtient un doctorat en études pratiques des arts à l'UQAM.

## Œuvres

### Photographies
- 1983 : Déportraitisation (Montréal, Canada). Photographies transférées sur polymères acryliques.
- 1990 : Amnesis II (Montréal, Canada). Photographie couleur 183 × 220 cm. Collection du Musée du Bas-Saint-Laurent Rivière-Du-Loup.
- 2011 : Le Chant des sirènes (Montréal, Canada). Impression numérique sur toile 318 × 140 cm.

### Vidéos
- 1999 : Le Miroir aux alouettes (Montréal, Canada). Vidéogramme de 5 min.
- 2003 : Requiem (Montréal, Canada). Vidéogramme de 8 min.

### Sculptures
- 1995 : Triade (Montréal, Canada). Trois sculptures vidéos. Plâtre et moniteur vidéo. Sphère de 120 cm de diamètre. Collection du musée national des Beaux-Arts du Québec[5].

### Estampes
- 1994 : La habitaciòn numero veinticuatro (Paris, France). Photogravure. Report sur cuivre à l'aquatinte et chine, 41 × 50 cm. Collection de la Banque nationale du Canada et collection Loto-Québec.

### Intégration d’œuvre d'art à l'architecture
- 1992 : Sans titre. Murale photographique couleur, diptyque 240 × 240 cm. Palais de justice de Laval (Québec).
- 1993 : Amnesis IV. Murale photographique couleur, diptyque 100 × 550 cm et 100 × 300 cm. Hôpital Saint-Eustache (Québec).

### Livres
- 1999 : L'Oubli. Livre d'artiste. Textes extraits des Vies parallèles, de Plutarque, et du Crépuscule des nymphes, de Pierre Louÿs ; sept gravures sur cuivre en taille douce et un dessin original. Saint-Lambert, Éditions Bonfort et Montréal, Galerie Éric Devlin, 1999. Tirage effectué à l'atelier Tanguy Garric, à Paris : 30 exemplaires numérotés et signés livrés dans des coffrets entoilés noirs. Dimension : 24,5 × 24,5 cm.
- 2005 : Le Corps à l'écran, essai, Édition de la Pleine Lune (Lachine, Québec).

## Collections

### Canada
- Banque d'œuvres d'art du Canada (Ottawa, Canada)
- Banque nationale du Canada (Montréal, Canada)
- Bibliothèque et archives nationales du Québec
- Collection d'œuvres d'art, Université de Montréal
- Hydro-Québec (Montréal, Canada)
- Loto-Québec
- Musée national des beaux-arts du Québec[6]
- Musée du Bas-Saint-Laurent, Rivière-du-Loup (Québec)

### Europe
- Arthothèque de Caen, (Caen, France)
- Bibliothèque de Lausanne (Suisse)
- Museo Internacional de Electrografia (Cuenca, Espagne)
- Museum für Photocopie (Pulheim, Allemagne)
- Bibliothèque nationale du Luxembourg (Luxembourg)
- Bibliothèques nationales de Montpellier et Grenoble (France)

## Résidences
- 1993 : Image Research Center of the Museo Internacional de Electrografia (Cuenca, Espagnol).
- 1993 : École nationale de photographie (Arles, France).
- 2004 : Atelier d'impression numérique Sagamie (Alma, Québec).